# Pěkov
Pěkov (německy  Piekau) je vesnice, část města Police nad Metují v okrese Náchod. Nachází se asi 3,5 km na sever od Police nad Metují. Prochází zde silnice II/303. V roce 2009 zde bylo evidováno 138 adres. V roce 2001 zde trvale žilo 249 obyvatel. V roce 2011 zde trvale žilo 276 obyvatel. 
Pěkov je také název katastrálního území o rozloze 6,33 km2.

## Pamětihodnosti
- Kaple Panny Marie Pomocné